# Lingua edomita
La lingua edomita, estinta da secoli, era una lingua del gruppo cananaico, appartenente alla famiglia linguistica delle lingue afro-asiatiche, parlata dagli Edomiti (chiamati anche Idumei) nel sud-ovest dell'odierna Giordania, nel I millennio a.C. È conosciuta solo grazie ad un ridotto corpus archeologico.

## Caratteristiche
Inizialmente si è ritenuto venisse scritta utilizzando un alfabeto cananaico, per esempio, per formare il femminile si usava, come nella lingua moabita, la forma -t. Nel VI secolo a.C., invece, venne adottato l'alfabeto aramaico. Nel frattempo alcune caratteristiche delle lingue aramaica e araba, come whb ("colui che ha dato") o  tgr ("mercante"), vennero assorbite dalla lingua, con whb diventando particolarmente comuni nei nomi propri.